# Dee McLachlan
Dee McLachlan (4 de marzo de 1951) es una directora de cine, productora y escritora sudafricana-australiana de Middle Park, Victoria. Bajo su deadname, McLachlan dirigió películas como Scavengers, The Double 0 Kid, Running Wild, Deadly Chase y The Second Jungle Book: Mowgli & Baloo.

## Vida y carrera
En 1999, McLachlan se mudó a Australia, donde hizo públicamente su transición de género y cambió su nombre a Dee. Sus créditos incluyen The Jammed, película por la que ganó dos Inside Film Awards a Mejor Largometraje y Mejor Guion. También recibió nominaciones a Mejor Montaje en los Premios IF, Mejor Película, Mejor Dirección y Mejor Guion Original en los Premios AACTA, y Mejor Director, Mejor Película y Mejor Guion en los premios FCCA. Tras el éxito de The Jammed realizó la película de 2012 10 Terrorists.

### Como escritora
McLachlan fundó Gumshoe News en 2013 y, junto con Mary W Maxwell, ha escrito y publicado más de 2000 artículos. McLachlan y Maxwell son coautoras de dos libros: Enough is Enough (sobre la masacre de Port Arthur en Tasmania) y Truth in Journalism. Mclachlan ha escrito también cinco libros infantiles.

## Filmografía

### Cine
- 1993 - The Double 0 Kid
- 1993 - Deadly Chase
- 1995 - Running Wild
- 1997 - The Second Jungle Book: Mowgli & Baloo
- 2007 - The Jammed[4]
- 2011 - Everest the Promise
- 2012 - 10 Terrorists
- 2017 - Fuera de las Sombras
- 2019 - The Wheel

### Televisión
- 2014 - Wentworth